# Празеодимдицинк
Празеодимдицинк — бинарное неорганическое соединение
празеодима и цинка
с формулой PrZn2,
кристаллы.

## Получение
- Сплавление стехиометрических количеств чистых веществ:

{\displaystyle {\mathsf {Pr+2Zn\ {\xrightarrow {898^{o}C}}\ PrZn_{2}}}}

## Физические свойства
Празеодимдицинк образует кристаллы
ромбической сингонии,
пространственная группа I mma,
параметры ячейки a = 0,4621 нм, b = 0,7459 нм, c = 0,7516 нм, Z = 4,
структура типа диртутькалия KHg2 (или димедьцерия CeCu2)
.
Соединение конгруэнтно плавится при температуре 898°C,
при температуре 550°C в кристаллах происходит фазовый переход.